# Киселево (Кирилловский район)
Киселево — деревня в Кирилловском районе Вологодской области.
Входит в состав Чарозерского сельского поселения, с точки зрения административно-территориального деления — в Коротецкий сельсовет.
Расстояние до районного центра Кириллова по автодороге — 64,4 км, до центра муниципального образования Чарозера по прямой — 20 км. Ближайшие населённые пункты — Булыкино, Игнатьево, Бараково.
По данным переписи в 2002 году постоянного населения не было.